# Marius Schoonmaker
Marius Schoonmaker (* 24. April 1811 in Kingston, New York; † 5. Januar 1894 ebenda) war ein US-amerikanischer Jurist und Politiker. Zwischen 1851 und 1853 vertrat er den Bundesstaat New York im US-Repräsentantenhaus. Der Kongressabgeordnete Cornelius C. Schoonmaker war sein Großvater.

## Werdegang
Marius Schoonmaker wurde ungefähr ein Jahr vor dem Ausbruch des Britisch-Amerikanischen Krieges in Kingston geboren und wuchs dort auf. In dieser Zeit besuchte er Gemeinschaftsschulen, die Kingston Academy und graduierte dann 1830 am Yale College. Seine Zulassung als Anwalt erhielt er 1833 und begann dann in Kingston zu praktizieren. Er saß in den Jahren 1850 und 1851 im Senat von New York. Politisch gehörte er der Whig Party an.
Bei den Kongresswahlen des Jahres 1850 für den 32. Kongress wurde Schoonmaker im zehnten Wahlbezirk von New York in das US-Repräsentantenhaus in Washington, D.C. gewählt, wo er am 4. März 1851 die Nachfolge von Herman D. Gould antrat. Da er auf eine erneute Kandidatur im Jahr 1852 verzichtete, schied er nach dem 3. März 1853 aus dem Kongress aus.
Nach seiner Kongresszeit nahm er in Kingston wieder seine Tätigkeit als Anwalt auf. Er war in den Jahren 1854 und 1855 als Auditor im New York State Canal Department tätig. 1854 wurde er Superintendent im Banking Department – eine Stellung, die er bis 1856 innehatte. Er war neun Jahre lang Präsident des Bildungsausschusses von Kingston und in den Jahren 1866, 1869 und 1870 Präsident der Village von Kingston. 1867 nahm er als Delegierter an der verfassunggebenden Versammlung von New York teil. Er war Präsident des Board of Directors von Kingston. Am 5. Januar 1894 verstarb er dort und wurde dann auf dem Wiltwyck Rural Cemetery beigesetzt.